# Le Mesnil-Opac
Le Mesnil-Opac – miejscowość i dawna gmina we Francji, w regionie Normandia, w departamencie Manche. W 2013 roku jej populacja wynosiła 278 mieszkańców. 
W dniu 1 stycznia 2016 roku z połączenia trzech ówczesnych gmin – Chevry, Le Mesnil-Opac oraz Moyon – utworzono nową gminę Moyon-Villages. Siedzibą gminy została miejscowość Moyon. 